# William Lossow

William Lossow, um 1910

Walther William Lossow (* 21. Juli 1852 in Glauchau; † 24. Mai 1914 in Heidelberg) war ein deutscher Architekt.

## Familie
William Lossow war das dritte von vier Kindern des Kaufmanns Emil Lossow und dessen Ehefrau Marie Emilie Albertine Lossow geborene Walther. Seine Brüder waren Arthur Lossow und Max Lossow. Er heiratete 1880 die Glauchauer Fabrikantentochter Johanna Maria Gertrud Kratz, dieser Ehe entstammten die Tochter Hanna und der Sohn Wilhelm Herbert.

## Ausbildung und Beruf
Lossow besuchte zunächst von 1867 bis 1871 die Gewerbeschule in Glauchau und studierte Ingenieurwissenschaften an der Höheren Gewerbeschule Chemnitz und am Polytechnikum Dresden. Dort war er Mitglied des Corps Thuringia. Er folgte jedoch bald seiner Neigung zur Architektur und wechselte zur Dresdner Kunstakademie, wo er Schüler von Karl Weißbach war. An den Studienabschluss im Jahr 1878 schloss sich ein einjähriger Studienaufenthalt in Italien an.

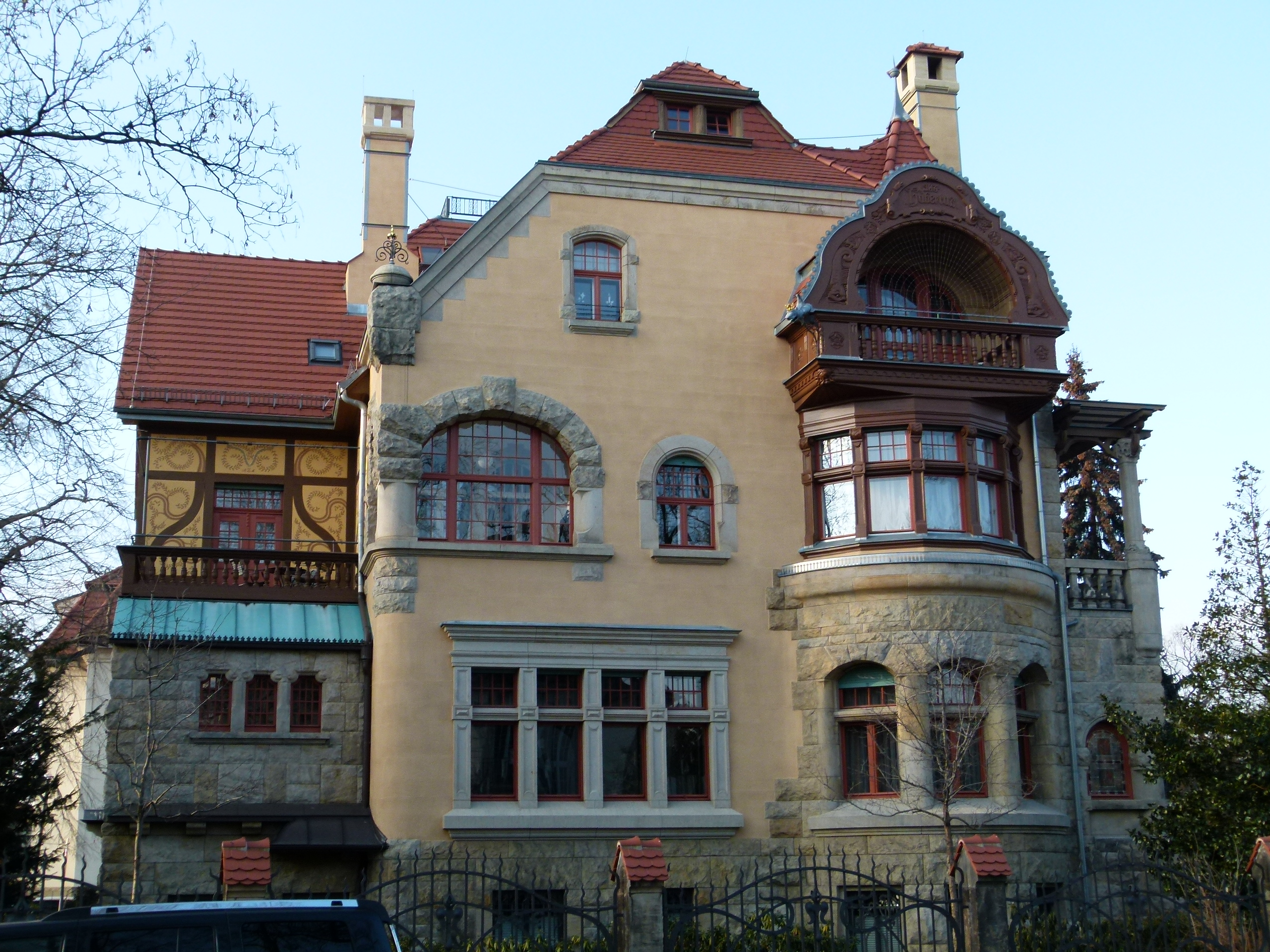
Lossows eigenes Wohnhaus in Dresden

Nach seiner Rückkehr eröffnete Lossow 1880 mit dem Architekten Hermann Viehweger das gemeinsame Architekturbüro Lossow & Viehweger in Dresden, das bis 1906 bestand. Lossow und Viehweger konzentrierten sich auf Entwürfe historistischer Villen, Wohnhäuser und Geschäftshäuser in Dresden und Umgebung. Der Stil war anfangs dem Historismus zuzuordnen. Später wurden auch Elemente des Neobarock aufgegriffen, damit erleichterte sich die Einordnung der Bauten in das historische Dresdner Stadtbild. Nach 1900 zeigen sich aber auch Einflüsse der zeitgenössischen Reformarchitektur.
Nach der Auflösung der Bürogemeinschaft Lossow & Viehweger im Jahr 1906 arbeitete Lossow bis zu seinem Tod mit seinem Schwiegersohn Max Hans Kühne (1874–1942) zusammen. In dieser Zeit entstanden zahlreiche bedeutende öffentliche Gebäude, Sakral- und Industriebauten sowie Wohn- und Herrenhäuser, die sich durch eine zeitgemäße Funktionalität, einfühlsame Materialwahl und eine wirkungsvolle Gestaltung auszeichneten.

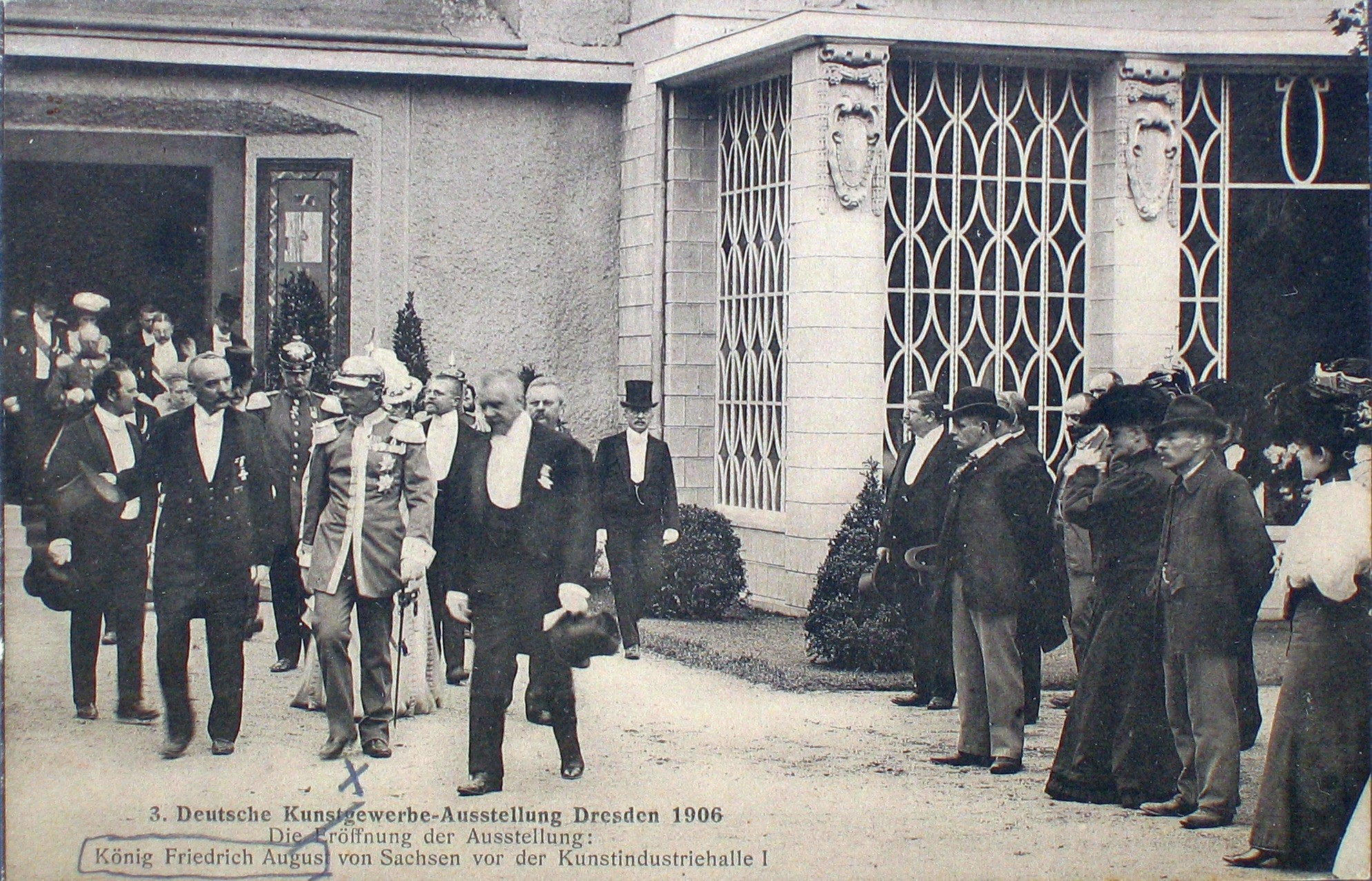
Ausstellungseröffnung in Anwesenheit von König Friedrich August III.

1906 war er Vorsitzender des Ausstellungsdirektoriums der Dritten Deutschen Kunstgewerbeausstellung in Dresden, bei deren Eröffnung er gemeinsam mit Cornelius Gurlitt, König Friedrich August III. von Sachsen und Prinz Johann Georg durch die Ausstellung führte.
Parallel zu seiner freiberuflichen Tätigkeit war Lossow ab 1906 auch Direktor der Kunstgewerbeschule Dresden und Vorstand der Sächsischen Landesstelle für Kunstgewerbe, außerdem war er Vorsitzender des Dresdner Kunstgewerbevereins. In der Immobilienwirtschaft betätigte er sich als Mitglied Aufsichtsrat der Bank für Bauten in Dresden.
Zu den bekanntesten Bauten des Büros Lossow und Kühne (auch Lossow & Kühne) zählt der Leipziger Hauptbahnhof, der in den Jahren 1909 bis 1915 unter Beteiligung des damaligen Mitarbeiters Rudolf Bitzan als bis heute größter Kopfbahnhof Europas errichtet wurde.
William Lossow starb 1914 an einem Nierenleiden in Heidelberg.

## Bauten und Entwürfe (Auswahl)

### Lossow und Viehweger
- 1885: Villa für den Kaufmann Ludwig Glissmann in Glauchau, Sachsen, Nr. 09241418 Liste der Kulturdenkmale in Glauchau
- 1885–1887: Villa für den Unternehmer Eduard Hielle in Schönlinde, Nordböhmen (Krásná Lípa, Tschechien)
- 1891–1892: „Victoria-Haus“ in Dresden (zerstört)
- 1893–1894: Rathaus der Gemeinde Plauen bei Dresden (Dresden-Plauen)
- 1895–1896: Landratsamt in Bad Liebenwerda, Dresdener Straße 21 (unter Denkmalschutz)
- 1896–1900: Garnisonkirche St. Martin in der Dresdner Albertstadt
- 1897–1898: Central-Theater in Dresden (zerstört)
- 1899–1901: Fernheiz- und Elektrizitätswerk in Dresden (westlich der Semper-Oper, nicht erhalten)[1]
- 1901 und 1903: Wettbewerbsentwürfe für das Neue Rathaus in Dresden (nicht ausgeführt)
- 1901–1902: evang. Auferstehungskirche in Plauen bei Dresden (Dresden-Plauen)
- 1901–1902: Central-Theater in Chemnitz, Zwickauer Straße (zerstört)
- 1902: Lossows eigenes Wohnhaus in Dresden, Tiergartenstraße 52
- 1902: Müllerbrunnen in Plauen bei Dresden (Dresden-Plauen)
- 1902: Herrenhaus auf Rittergut Elstra, Lessinggasse 7 (genannt „Schloss Elstra“, unter Denkmalschutz)
- 1903–1907: Kunstgewerbeschule und Kunstgewerbemuseum in Dresden (nach dem Zweiten Weltkrieg teilweise vereinfacht wiederaufgebaut)
- 1904: Kaufhaus Herzfeld am Altmarkt in Dresden (zerstört)
- 1905: Büro- und Geschäftshaus der Kieler Neuesten Nachrichten in Kiel, Fleethörn / Mühlenbach (nach dem Zweiten Weltkrieg stark vereinfacht wiederaufgebaut)

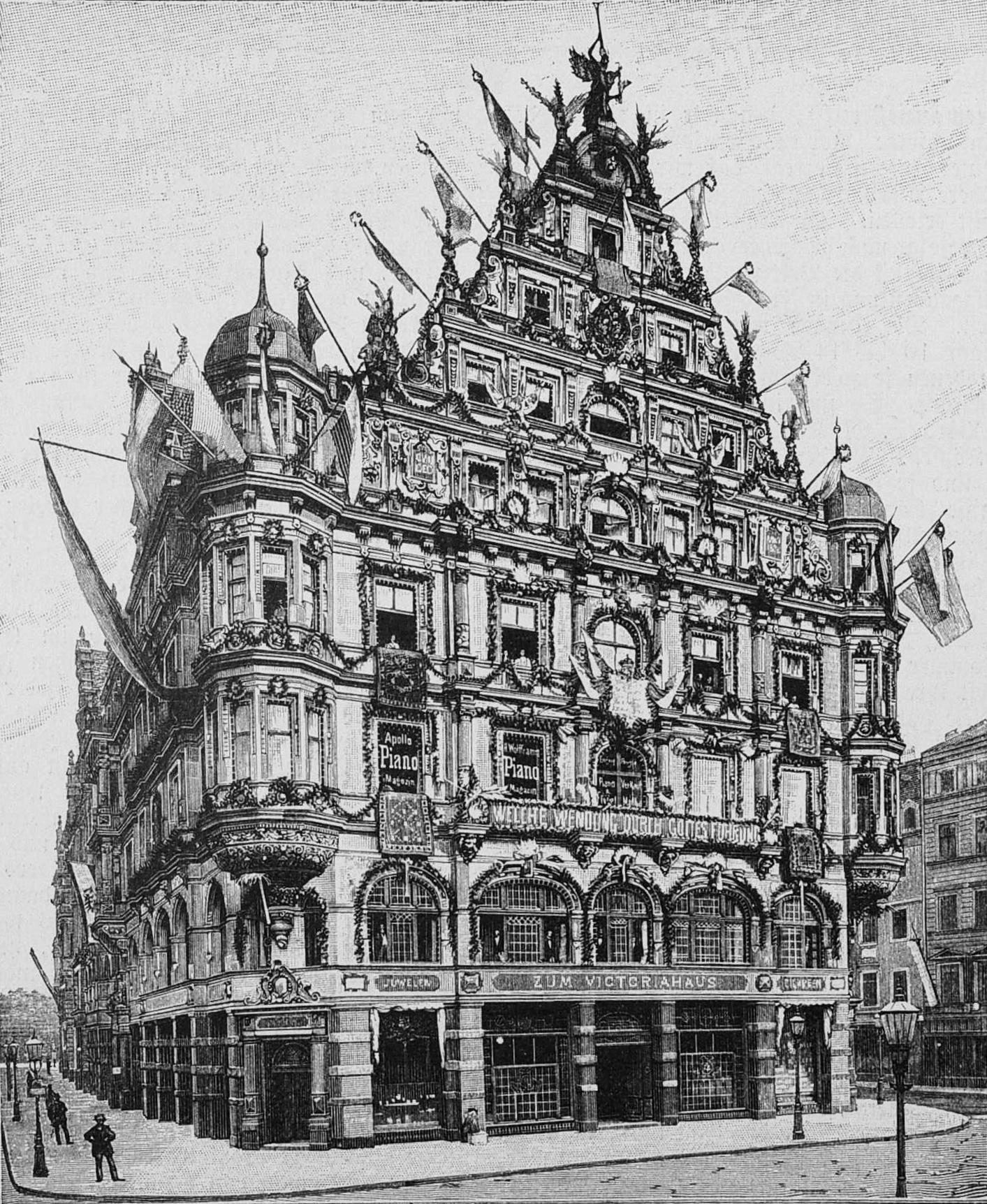
Viktoriahaus in Dresden
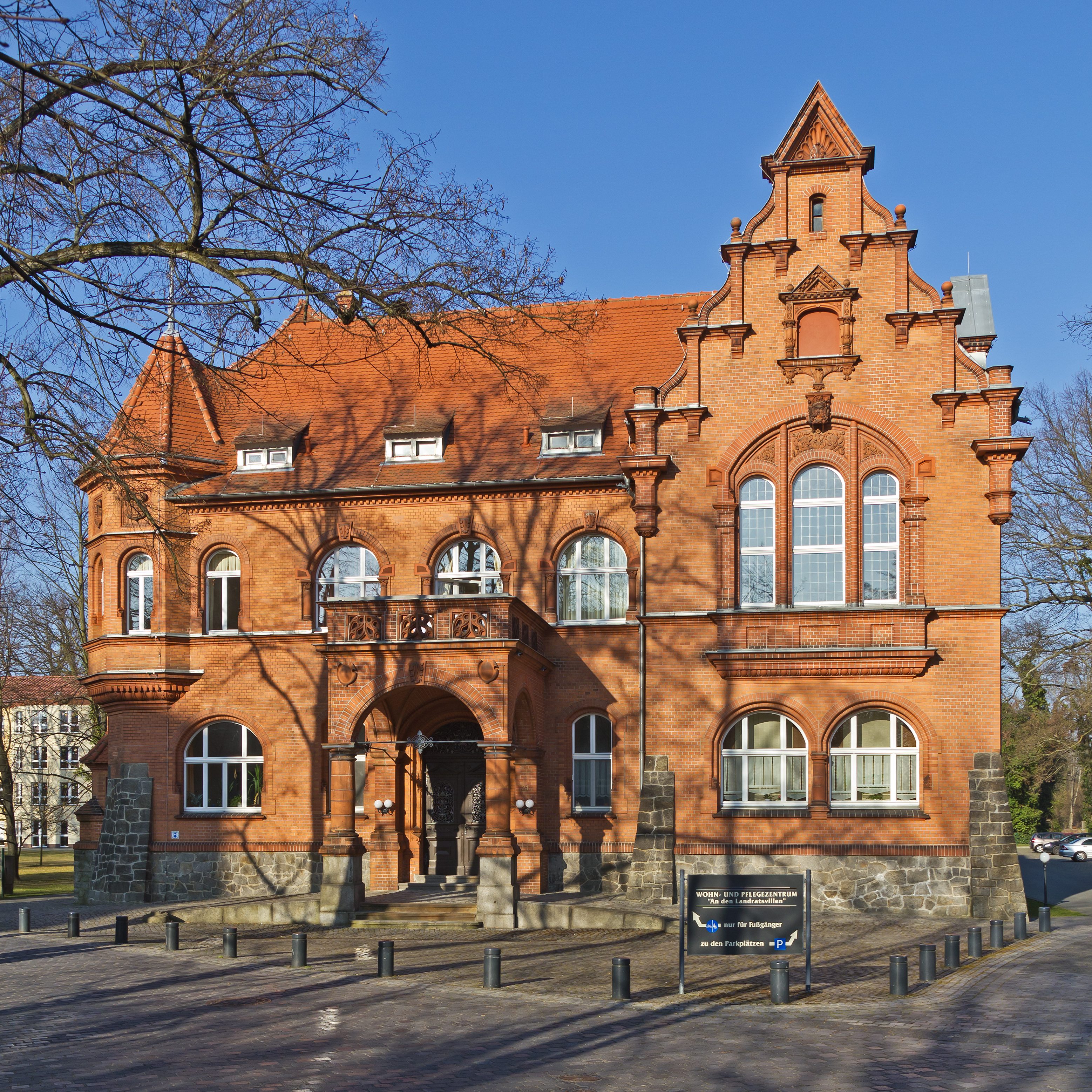
Landratsamt in Bad Liebenwerda
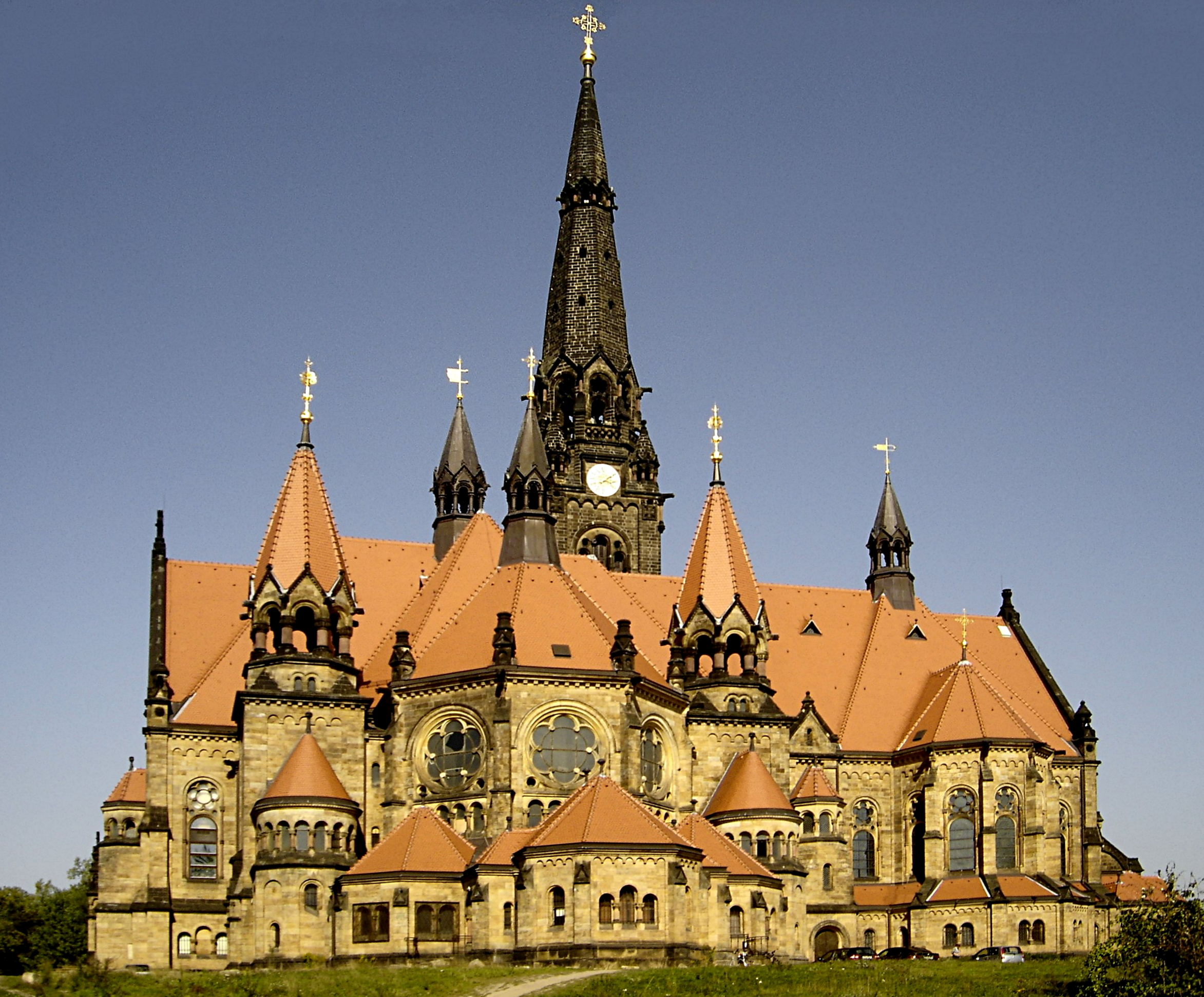
Garnisonkirche in Dresden
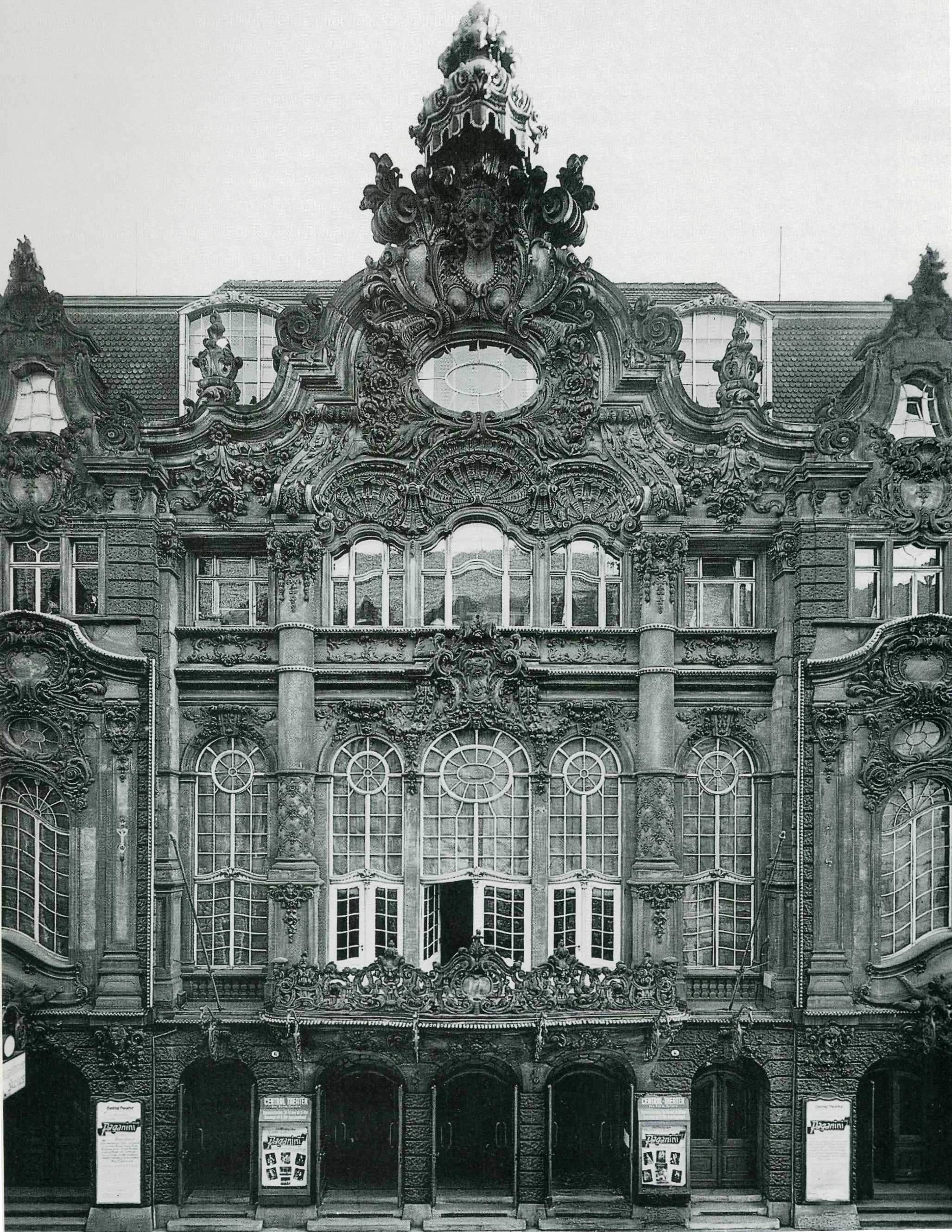
Central-Theater in Dresden
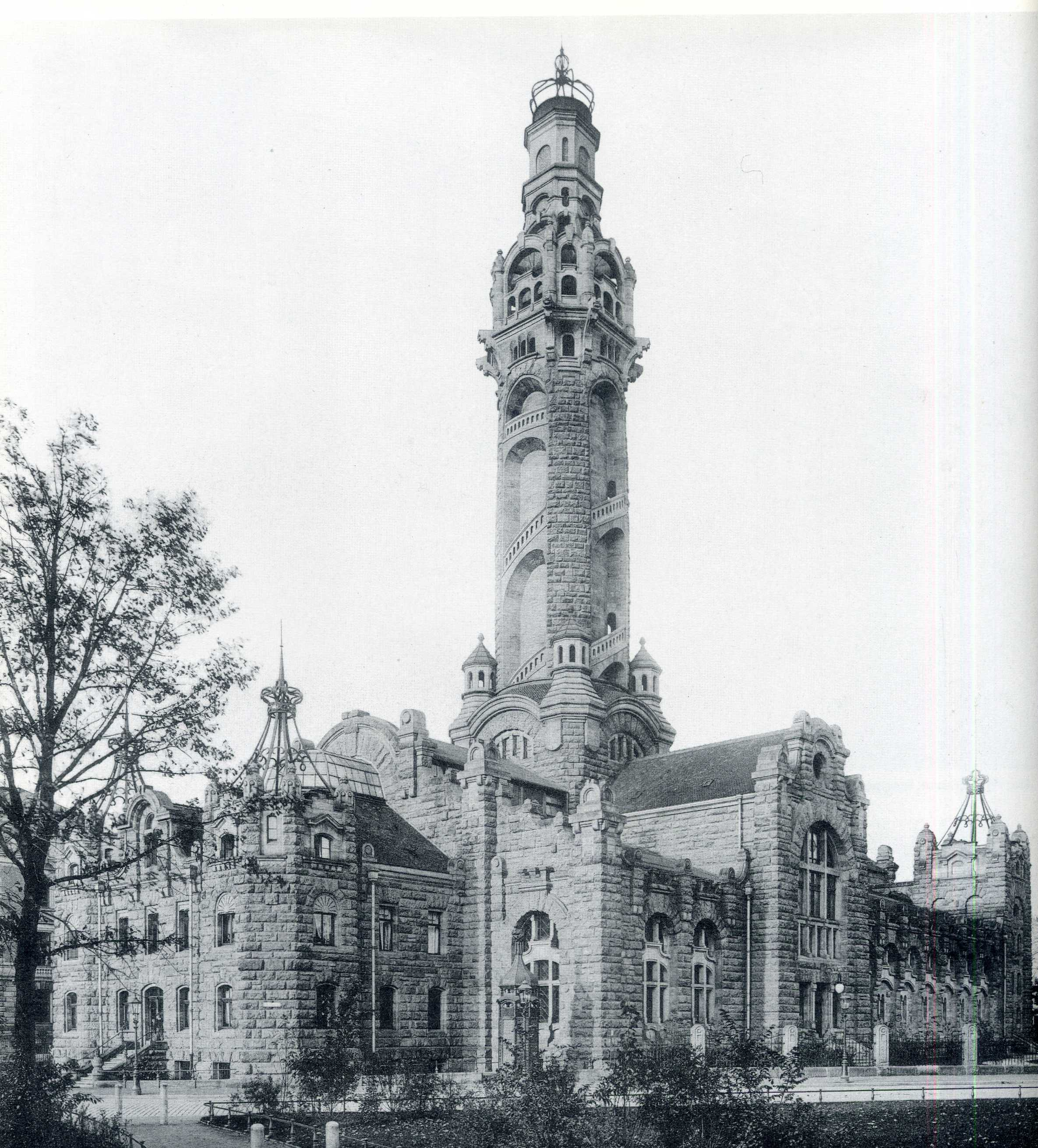
Fernheiz- und Elektrizitätswerk in Dresden
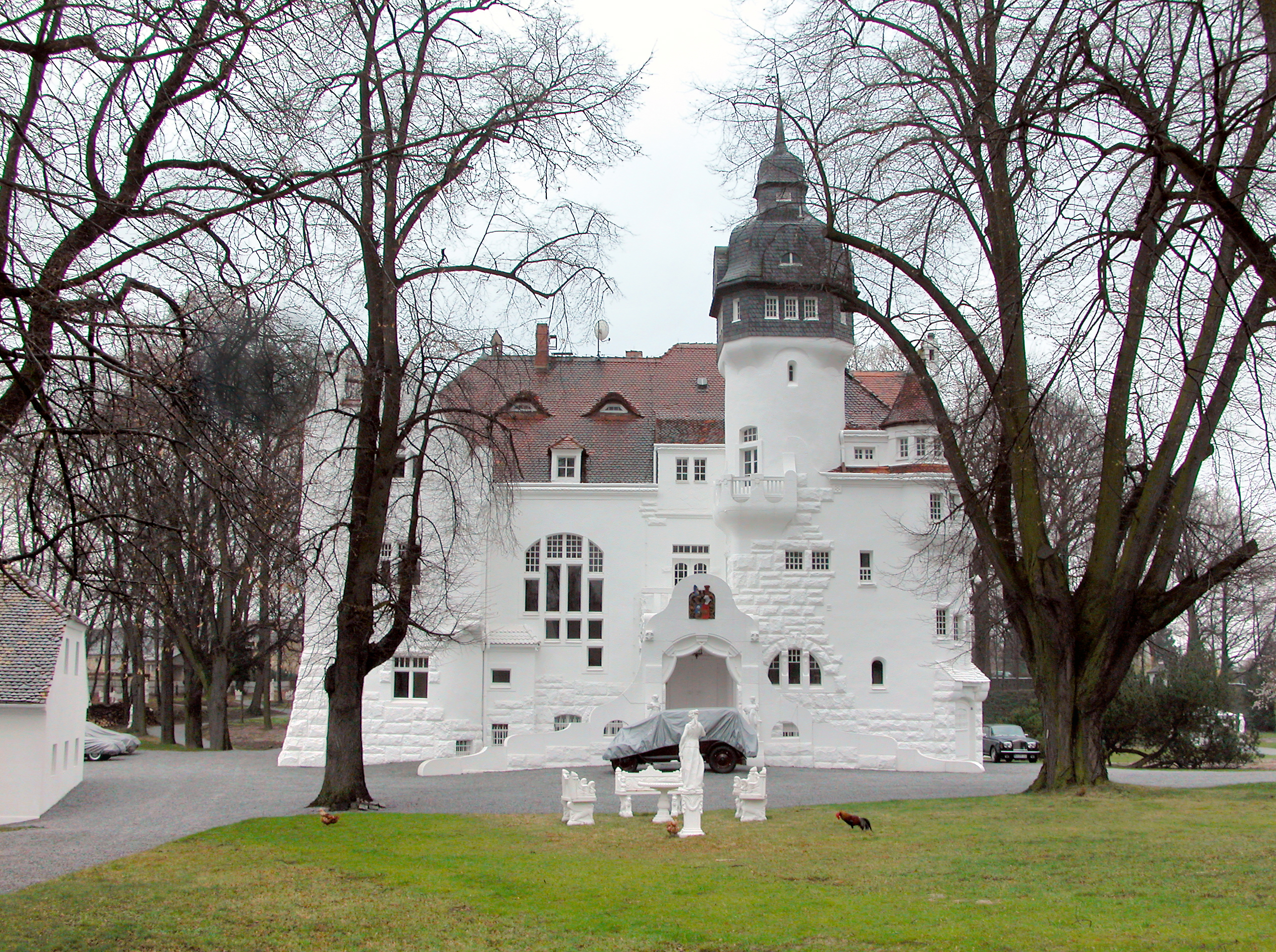
Herrenhaus auf Rittergut Elstra
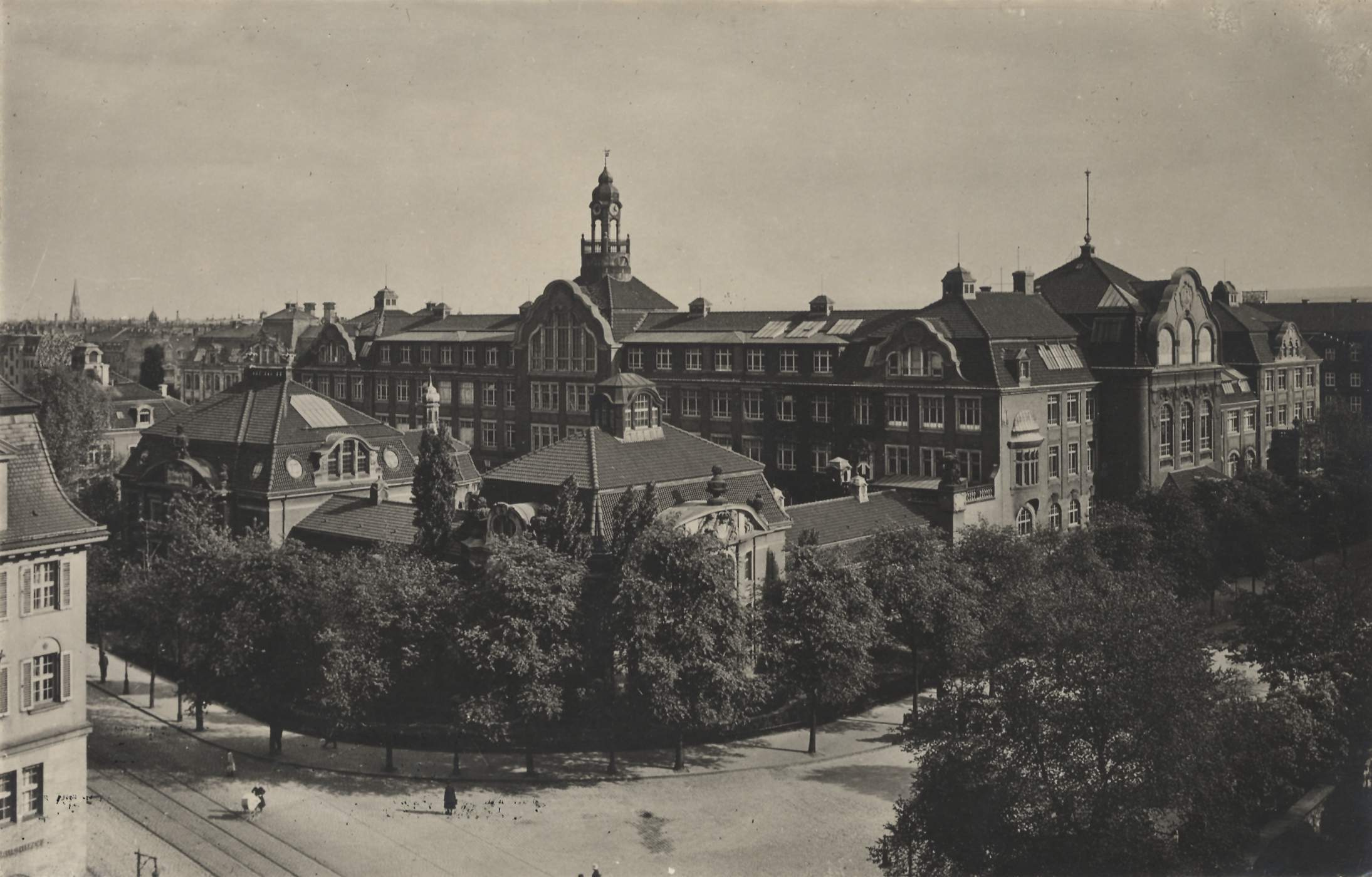
Kunstgewerbeschule und -museum in Dresden

### Lossow und Kühne
- 1907: „Preußenhaus“ in Tübingen
- 1907–1908: Herrenhaus auf Gut Weißig (genannt Schloss Weißig), Oberlausitz
- 1908: Stadtbad, genannt „Dr.-Curt-Geitner-Bad“, in Schneeberg (Erzgebirge) (unter Denkmalschutz)
- 1908: Landhaus Dr. Vogel in Bärenburg[2]
- 1908–1909: evang. Kirche in Zinnwald (Erzgebirge)
- Wettbewerbsentwurf 1909, erbaut 1910–1911: Synagoge in Görlitz
- 1909–1910: Gebäude der Handelskammer in Dresden (zerstört)
- 1909–1910: Ständehaus in Bautzen
- 1909–1913: architektonische Gestaltung der Talsperre Malter
- 1909–1915: Hauptbahnhof Leipzig
- Wettbewerbsentwurf 1910, erbaut 1912–1913: Neues Königliches Schauspielhaus in Dresden
- um 1910: Wohnhaus für den Unternehmer Moritz Hendel jun. in Oelsnitz (Vogtland), Lutherstraße 19 (unter Denkmalschutz)
- 1910–1911: Hauptbauten der Internationalen Hygiene-Ausstellung 1911 in Dresden
- 1910–1911: Herrenhaus auf Gut Helmsdorf
- 1911: Verlagshaus für den B. G. Teubner Verlag in Leipzig, Poststraße (zerstört)
- 1911: Palasthotel Weber in Dresden, Postplatz (zerstört)
- 1911–1912: Spinnerei der Firma Johann Priebsch Erben in Untermorchenstern, Böhmen (heute: Dolní Smržovka, Tschechien)[3]
- 1912: Villa Tiergartenstraße 50 in Dresden-Strehlen
- 1912–1913: Bienert’sche Hafenmühle in Dresden-Friedrichstadt (unter Denkmalschutz)
- 1913 Lossow’sche Villa in Glauchau, Nr. 09241295 Liste der Kulturdenkmale in Glauchau
- 1913: evangelische Kapelle in Oberbärenburg
- 1913: Königin-Luise-Haus für den Deutschen Bund abstinenter Frauen e. V. in Leipzig (ohne Entwurfshonorar)
- 1913–1915: Hotel „Astoria“ in Leipzig, beim Hauptbahnhof (Fassade erhalten)
- Wettbewerbsentwurf 1913, erbaut 1914–1915: Gebäude der Handelskammer in Plauen (Vogtland) (unter Denkmalschutz)
- 1914: „Sächsisches Haus“ auf der Deutschen Werkbund-Ausstellung Köln 1914 (nicht erhalten)

(späteres Werk des Büros Lossow & Kühne nach Lossows Tod im Artikel zu Max Hans Kühne)

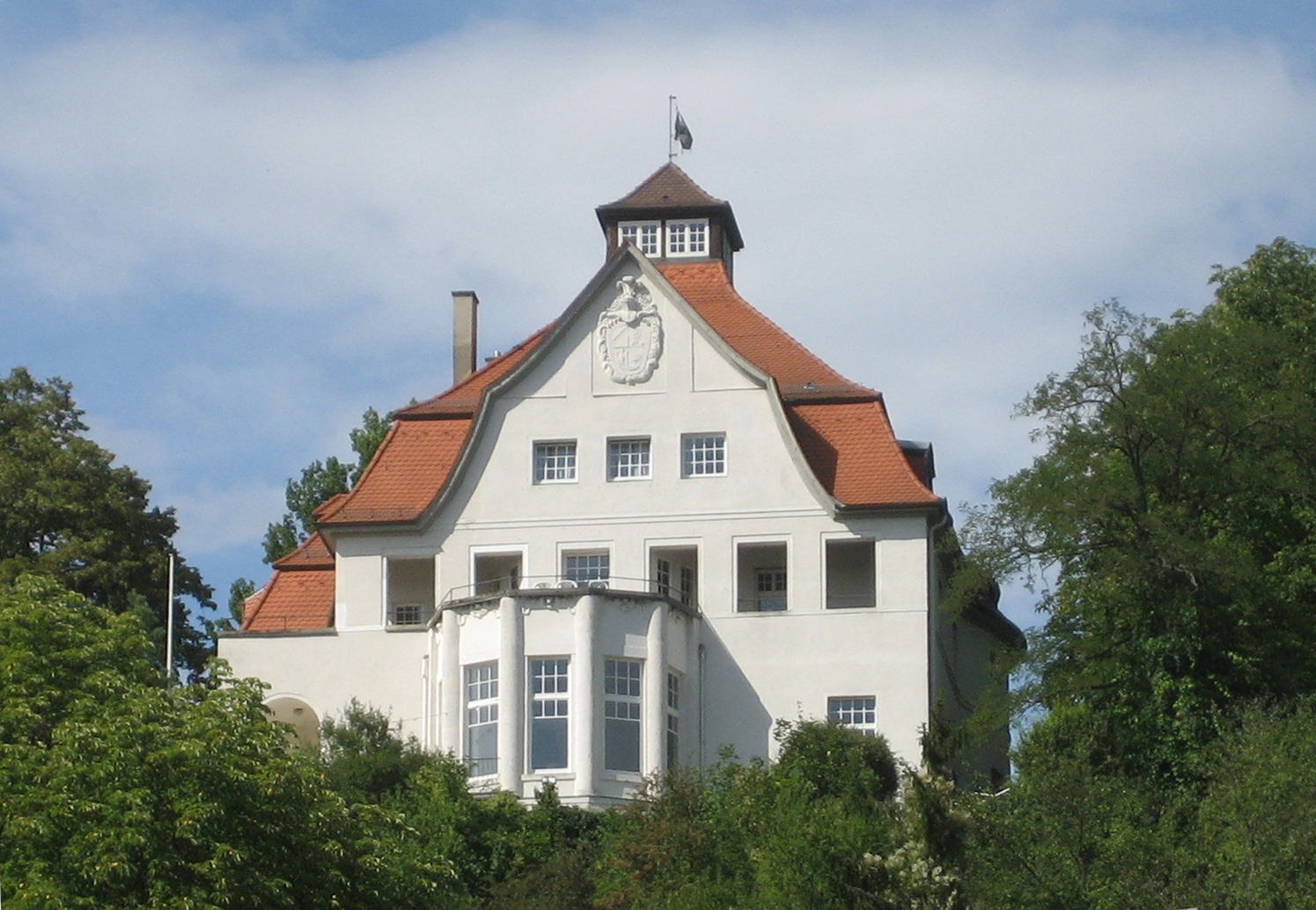
Preußenhaus in Tübingen
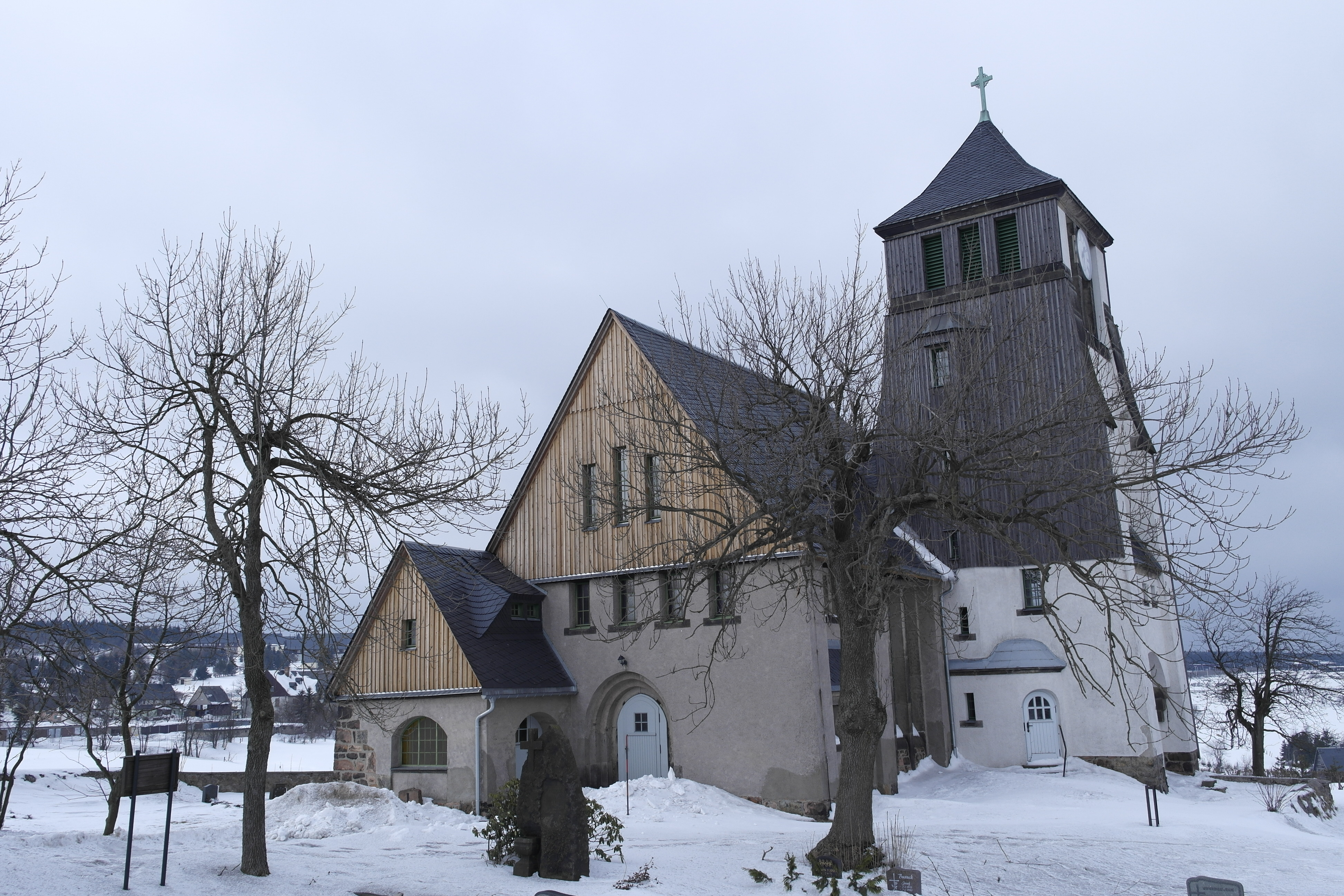
Kirche in Zinnwald
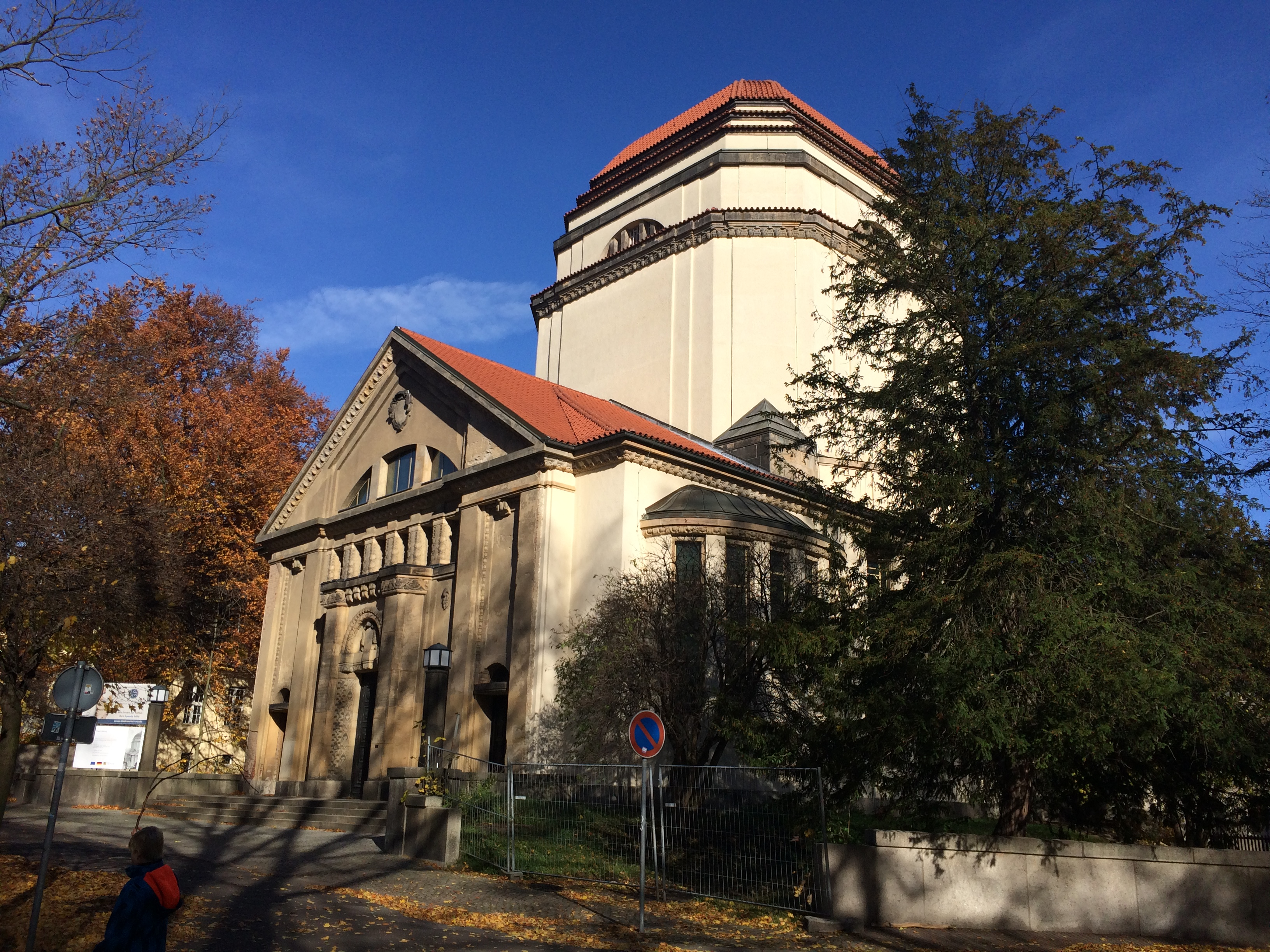
Synagoge in Görlitz
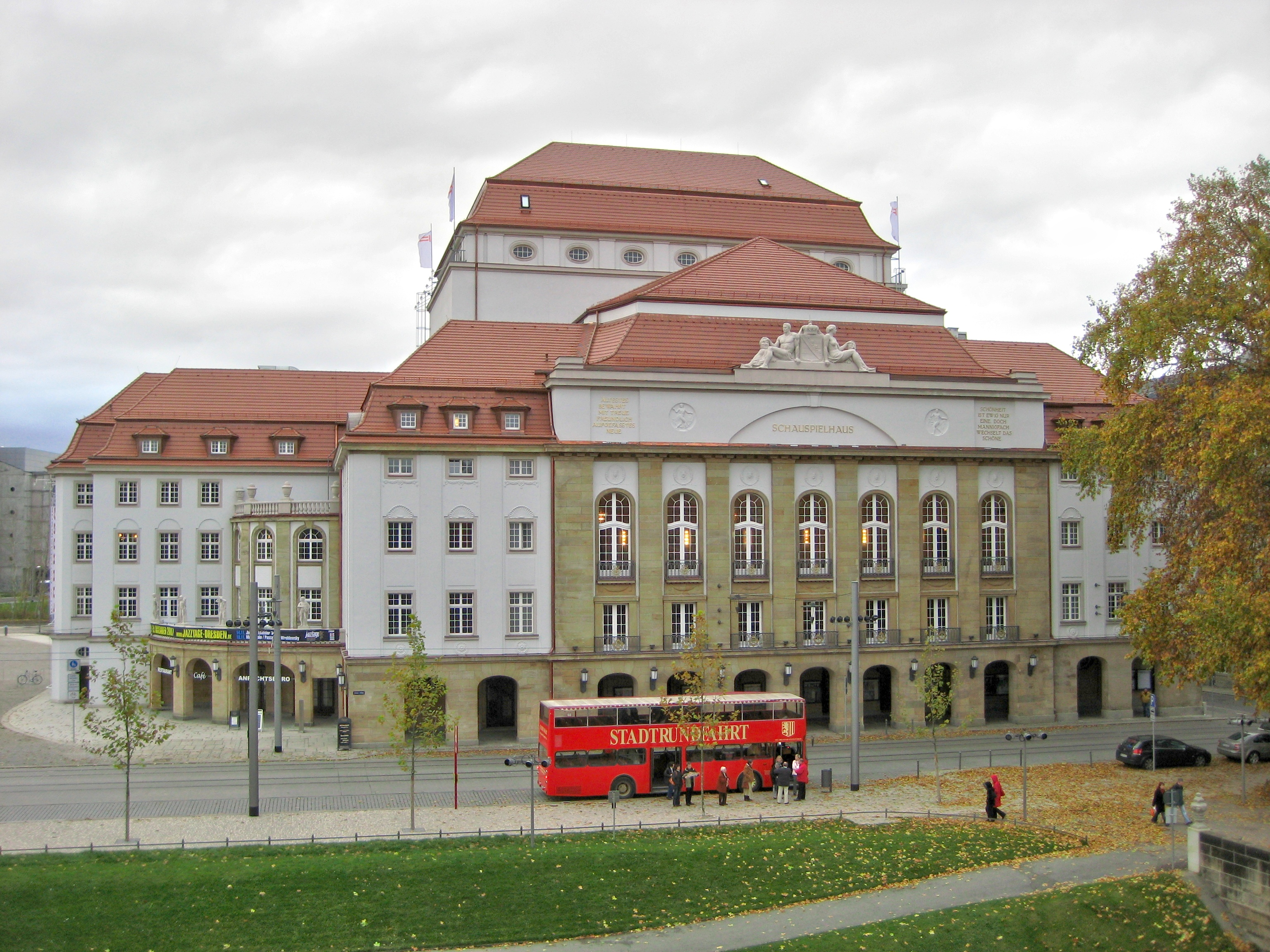
Schauspielhaus in Dresden
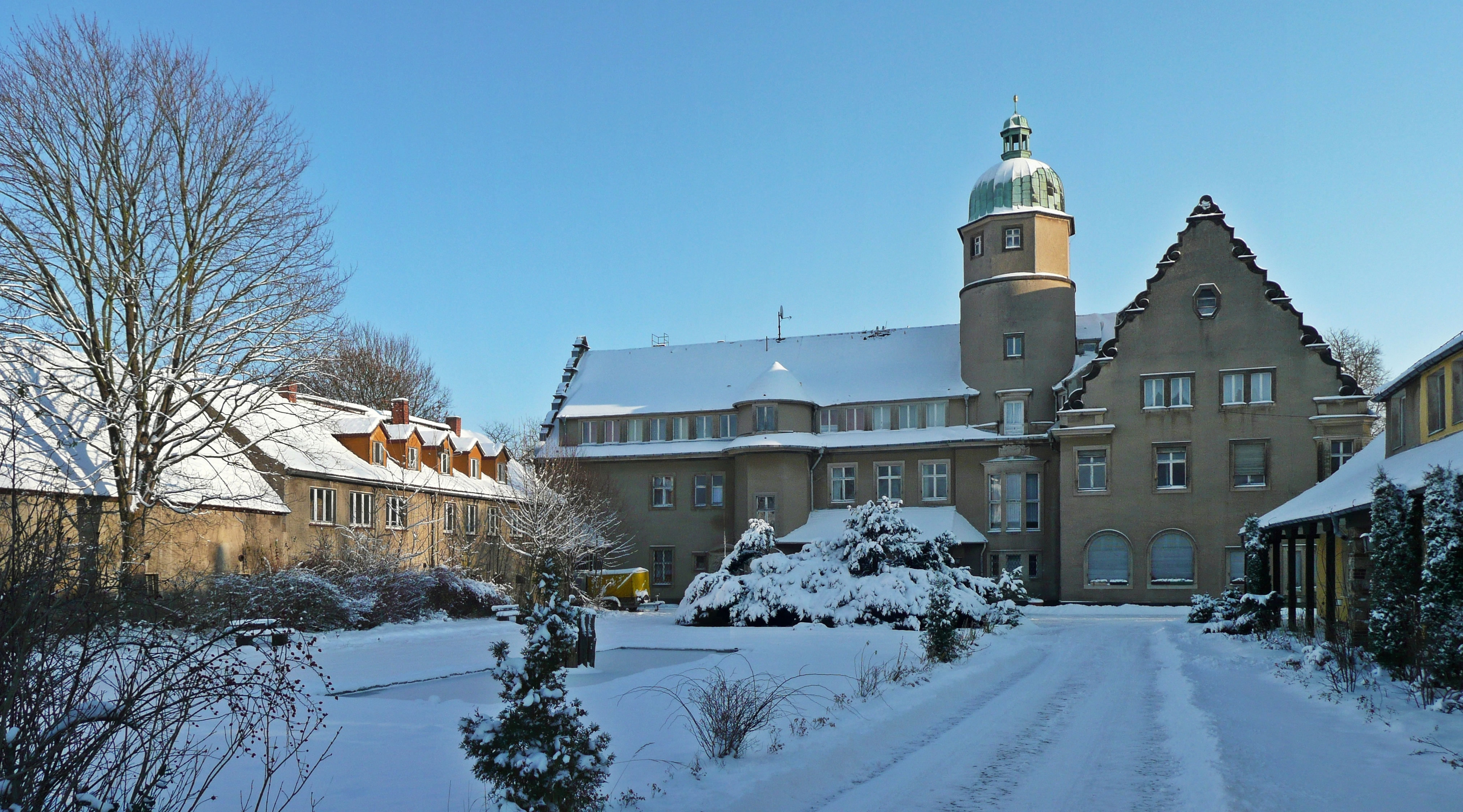
Herrenhaus auf Gut Helmsdorf
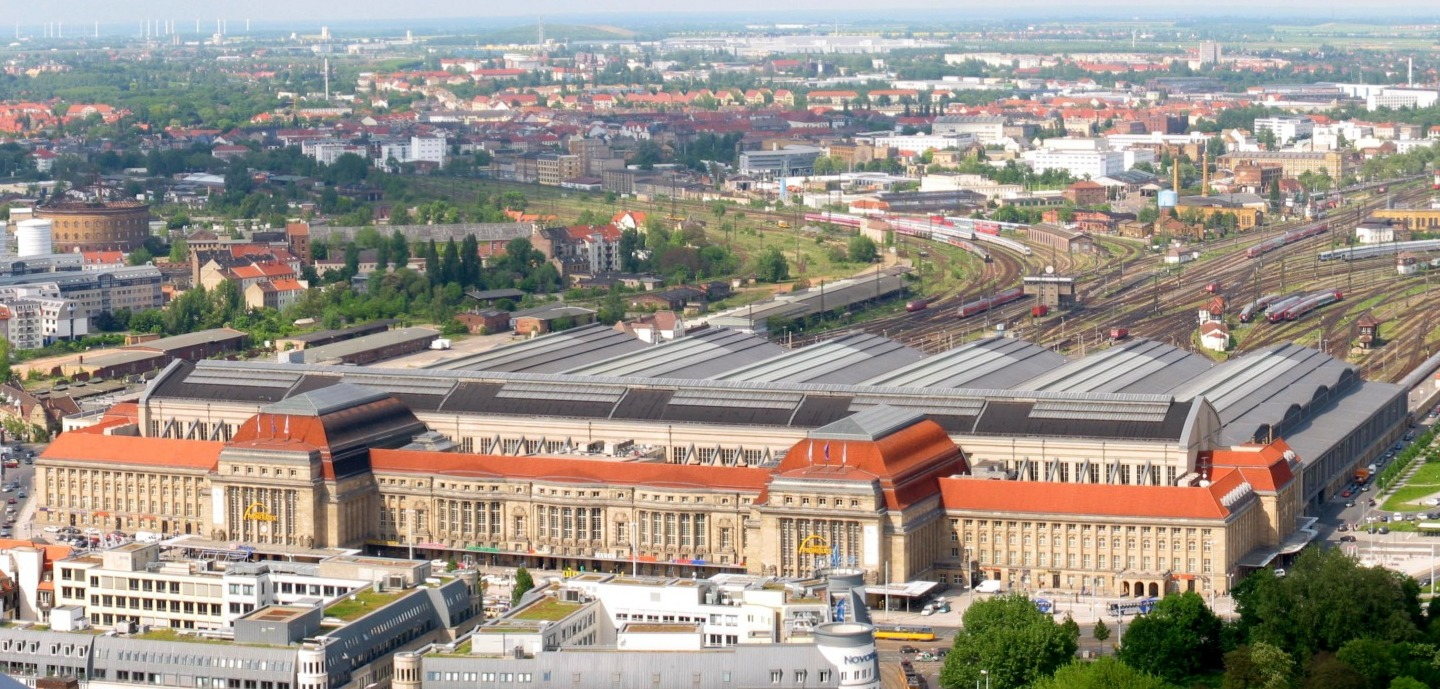
Hauptbahnhof in Leipzig